# KSK Sint-Paulus Opwijk
KSK Sint-Paulus Opwijk was een Belgische voetbalclub uit Opwijk. De club was aangesloten bij de KBVB met stamnummer 4013 en had blauw-geel als kleuren. Opwijk bleef het grootste deel van zijn geschiedenis in de provinciale reeksen, maar speelde in de jaren zestig en in het begin van de 21e eeuw in de nationale bevorderingsreeksen.
In 2006/07 werd de club en het leven er rond een seizoen lang gevolgde in het programma Man bijt hond op de openbare omroep VRT.

## Geschiedenis
SK Sint-Paulus werd opgericht in 1938 en De club sloot aan bij de Vlaamse Voetbalbond. Tijdens de Tweede Wereldoorlog, op 30 november 1943, stapte men uiteindelijk over naar de KBVB, waar men stamnummer 4013 kreeg toegekend. In 1944 ging men zo van start in competitie. Dit was toen in een noodcompetitie in Derde Gewestelijke C. In 1948 haalde Sint-Paulus er voor de eerste keer een titel, maar de ploeg zakte na een seizoen weer.
Een decennium later zou de club echter een opmars maken. In 1956 haalde men voor de tweede keer de titel, maar opnieuw zakte men weer na één seizoen naar Derde Provinciale. Dat seizoen in Derde pakte Opwijk meteen opnieuw de titel, en promoveerde zo in 1958 nogmaals. Ditmaal kon Opwijk zich wel succesvol handhaven. Na vier seizoenen in Tweede Provinciale slaagde de club er ook daar in 1962 in de titel te pakken. Opwijk promoveerde zo naar Eerste Provinciale. Dat eerste seizoen op het hoogste provinciale niveau ging de club verder op zijn elan, en de ploeg streed er meteen mee voor de titel.
De beslissing over de titel viel echter laat. Tijdens een thuiswedstrijd tegen Klim-Op Begijnendijk had een supporter een steen gegooid naar een speler van het bezoekende elftal en deze verwond. Het provinciaal comité besliste dat de match herspeeld moest worden. Na een strenge winter waren bovendien veel wedstrijden opgeschoven, zodat deze wedstrijd pas na het seizoen opnieuw gespeeld kon worden, meer bepaald op 1 juni 1963. Winst in deze match zou Opwijk de titel opleveren; maar ook Begijnendijk moest voor winst gaan om degradatie af te wenden. Opwijk verloor de wedstrijd, maar haalde dankzij zijn tweede plaats toch promotie binnen. Voor het eerst in de clubgeschiedenis stootte men door naar de nationale reeksen.
Dat eerste seizoen 1963/64 in Vierde Klasse bleef Opwijk sterk spelen. Men eindigde er uiteindelijk zelfs meteen derde, op vier punten van reekswinnaar CS Schaerbeek. Opwijk eindigde het jaar erna nog in de subtop, maar flirtte de seizoenen er na met de degradatie. In 1968 eindigde Sint-Paulus Opwijk uiteindelijk op een voorlaatste plaats, met amper 12 punten uit 30 wedstrijden. Na vijf seizoenen nationaal voetbal verdween Opwijk weer naar de Brabantse provinciale reeksen.
Opwijk bleef zes seizoen in Eerste Provinciale spelen. In 1974 moest men echter ook daar zakken. Opwijk was weliswaar nog als twaalfde geëindigde, maar door een groot aantal Brabantse zakkers uit de nationale reeksen, moest de club plaatsmaken en toch een reeks zakken.
Sint-Paulus bleef zes jaar in Tweede Provinciale hangen. In 1980 was het eindelijk wel weer raak. Opwijk won op overtuigende wijze zijn reeks, met 13 punten voorsprong op Tollembeek. Dat seizoen 1980/81 kon Opwijk zich echter niet meteen handhaven. De ploeg eindigde pas op de 14de plaats. Toch leek men zich te zullen redden, aangezien er geen Brabantse clubs zakten uit de nationale bevorderingsreeksen. Vierdeklasser KHO Merchtem, die zelfs zijn reeks had gewonnen, werd echter omwille van omkoping veroordeeld tot degradatie. Ondanks de degradatie van deze Brabantse club zou Opwijk toch nog de degradatie ontlopen. Ook AC Betekom, eveneens uit Brabant, werd echter voor omkoping veroordeeld, en diende te zakken. Opwijk werd zo, samen met Tubize, de dupe en diende zo in extremis toch plaats te maken en te zakken. Er werd nog even voorgesteld om volgend seizoen met 18 in plaats van 16 ploegen te spelen in Eerste Provinciale, maar dit idee ging niet door. Pas jaren later zou het reglement gewijzigd worden zodat ingeval clubs dienen te zakken omwille van omkopen, er extra stijgers zouden zijn uit die provincie, en geen andere clubs de dupe worden.
Opwijk zou zo vanaf 1981 weer 12 seizoenen in Tweede Provinciale moeten spelen. De club streed er regelmatig mee voor de titel en strandde meerdere malen op een tweede plaats. Zo eindigde men in 1983 net na VC Leeuwkens Teralfene, in 1988 na KFC Avenir Lembeek en in 1989 na Kampenhout SK. In 1993 slaagde men er uiteindelijk wel in de titel te pakken in Tweede, en opnieuw naar de hoogste provinciale reeks te promoveren.
De ploeg haalde er goede resultaten, en haalde in 1995 en 1996 zelfs een plaats in de eindronde. Telkens strandde men daar echter al in de eerste ronde, en de ploeg miste zo de kans op verdere promotie. In 1997, na vier seizoenen in Eerste, ging het echter de andere kant uit. Sint-Paulus Opwijk degradeerde weer naar Tweede.
Opwijk bleef er enkele seizoenen hangen, tot 2002/03. Na de eerste speeldag was Opwijk pas op de allerlaatste speeldag weer aan de leiding gekomen. Een testmatch tegen SK Beersel moest beslissing brengen over de titel. Na 1-1 na 90 minuten en na verlengen moest een strafschoppenreeks de beslissing brengen. Opwijk won die met 5-3. De club haalde zo weer de titel, en promoveerde nogmaals naar Eerste Provinciale. Twee jaar later haalde Opwijk daar opnieuw de eindronde. Men stootte er door naar de finale tegen Racing Jet Wavre. Na 90 minuten stond het daar 1-1, en ook werd er niet meer gescoord in de verlengingen. In de strafschoppen trok Opwijk aan het langste eind, en dankzij die eindrondewinst keerde Sint-Paulus Opwijk na 37 jaar terug in de nationale reeksen.
In zijn eerste seizoen slaagde men er al in een periode te winnen en zo een plaats in de eindronde af te dwingen. Na winst tegen Lyra TSV en FC Bleid waren eerst RRC Péruwelz en daarna RFC Liégeois echter te sterk, en Opwijk slaagde er zo niet in verder door te stoten. Twee jaar later haalde Opwijk nogmaals de eindronde, waar het al in de eerste ronde door FC Bleid werd uitgeschakeld. In 2011 eindigde men voorlaatste en de club zakte zo na zes seizoenen weer naar Eerste Provinciale.
KSK Opwijk kende sportieve en extra-sportieve moeilijkheden. Men bleef in Eerste Provinciale en eindigde daar in 2014 als allerlaatste. De club besliste in 2014 om een seizoen op inactief te gaan en volgend seizoen geen ploegen in competitie te brengen. Ondertussen zou men proberen de schulden af te betalen. Er werd een samenwerkingsproject opgezet met gemeentegenoot VC Eendracht Mazenzele, aangesloten bij de KBVB met stamnummer 6353 en actief in Derde Provinciale. De jeugdspelers van Opwijk zouden naar Mazenzele toe kunnen. Tot een fusie kwam het nooit, maar Eendracht Mazenzele wijzigde wel zijn naam in Eendracht Mazenzele Opwijk.
Op 7 juni 2015 werd op de website van de club bekendgemaakt dat SK Opwijk in mei 2015 zijn ontslag had ingediend bij de KBVB. Als reden voor deze beslissing werd er verwezen naar het feit dat er al een jaar geen activiteit meer was. De club werd geschrapt begin augustus 2015. De clubwebsite werd later (www.kskopwijk.be) offline gehaald.

## Resultaten
| Seizoen | Klasse | Klasse | Klasse | Klasse | Klasse | Klasse | Klasse | Klasse | Reeks                                     | Punten                                    | Opmerkingen |                                           |
|         | I      | II     | III    | P.I    | P.II   | P.III  | P.IV   |        |                                           |                                           | |                                           |
| ------- | ------ | ------ | ------ | ------ | ------ | ------ | ------ | ------ | ----------------------------------------- | ----------------------------------------- | --- | ----------------------------------------- |
| 1944/45 |        |        |        |        |        | 3      |        |        | Derde Prov. Brab.                         | 10                                        | |                                           |
| 1945/46 |        |        |        |        |        | 8      |        |        | Derde Prov. Brab.                         | 18                                        | |                                           |
| 1946/47 |        |        |        |        |        | 4      |        |        | Derde Prov. Brab.                         | 27                                        | |                                           |
| 1947/48 |        |        |        |        |        | 1      |        |        | Derde Prov. Brab.                         | 32                                        | |                                           |
| 1948/49 |        |        |        |        | 13     |        |        |        | Tweede Prov. Brab.                        | 23                                        | |                                           |
| 1949/50 |        |        |        |        |        | 5      |        |        | Derde Prov. Brab.                         | 33                                        | |                                           |
| 1950/51 |        |        |        |        |        | 9      |        |        | Derde Prov. Brab.                         | 14                                        | |                                           |
| 1951/52 |        |        |        |        |        | 7      |        |        | Derde Prov. Brab.                         | 31                                        | |                                           |
|         | I      | II     | III    | IV     | P.I    | P.II   | P.III  | P.IV   | Vanaf 1952/53 zijn er 4 nationale niveaus | Vanaf 1952/53 zijn er 4 nationale niveaus | Vanaf 1952/53 zijn er 4 nationale niveaus | Vanaf 1952/53 zijn er 4 nationale niveaus |
| 1952/53 |        |        |        |        |        |        | 11     |        | Derde Prov. Brab.                         | 9                                         | |                                           |
| 1953/54 |        |        |        |        |        |        | 4      |        | Derde Prov. Brab.                         | 26                                        | |                                           |
| 1954/55 |        |        |        |        |        |        | 2      |        | Derde Prov. Brab.                         | 31                                        | |                                           |
| 1955/56 |        |        |        |        |        |        | 1      |        | Derde Prov. Brab.                         | 39                                        | |                                           |
| 1956/57 |        |        |        |        |        | 14     |        |        | Tweede Prov. Brab.                        | 16                                        | |                                           |
| 1957/58 |        |        |        |        |        |        | 1      |        | Derde Prov. Brab.                         | 53                                        | |                                           |
| 1958/59 |        |        |        |        |        | 3      |        |        | Tweede Prov. Brab.                        | 38                                        | |                                           |
| 1959/60 |        |        |        |        |        | 8      |        |        | Tweede Prov. Brab.                        | 30                                        | |                                           |
| 1960/61 |        |        |        |        |        | 3      |        |        | Tweede Prov. Brab.                        | 40                                        | |                                           |
| 1961/62 |        |        |        |        |        | 1      |        |        | Tweede Prov. Brab.                        | 48                                        | |                                           |
| 1962/63 |        |        |        |        | 2      |        |        |        | Eerste Prov. Brab.                        | 41                                        | |                                           |
| 1963/64 |        |        |        | 3      |        |        |        |        | Vierde klasse B                           | 37                                        | |                                           |
| 1964/65 |        |        |        | 6      |        |        |        |        | Vierde klasse B                           | 33                                        | |                                           |
| 1965/66 |        |        |        | 13     |        |        |        |        | Vierde klasse C                           | 25                                        | |                                           |
| 1966/67 |        |        |        | 13     |        |        |        |        | Vierde klasse B                           | 24                                        | |                                           |
| 1967/68 |        |        |        | 15     |        |        |        |        | Vierde klasse A                           | 12                                        | |                                           |
| 1968/69 |        |        |        |        | 13     |        |        |        | Eerste Prov. Brab.                        | 21                                        | |                                           |
| 1969/70 |        |        |        |        | 13     |        |        |        | Eerste Prov. Brab.                        | 25                                        | |                                           |
| 1970/71 |        |        |        |        | 10     |        |        |        | Eerste Prov. Brab.                        | 28                                        | |                                           |
| 1971/72 |        |        |        |        | 8      |        |        |        | Eerste Prov. Brab.                        | 29                                        | |                                           |
| 1972/73 |        |        |        |        | 10     |        |        |        | Eerste Prov. Brab.                        | 29                                        | |                                           |
| 1973/74 |        |        |        |        | 13     |        |        |        | Eerste Prov. Brab.                        | 27                                        | |                                           |
| 1974/75 |        |        |        |        |        | 12     |        |        | Tweede Prov. Brab.                        | 26                                        | |                                           |
| 1975/76 |        |        |        |        |        | 2      |        |        | Tweede Prov. Brab.                        | 47                                        | |                                           |
| 1976/77 |        |        |        |        |        | 4      |        |        | Tweede Prov. Brab.                        | 39                                        | |                                           |
| 1977/78 |        |        |        |        |        | 4      |        |        | Tweede Prov. Brab.                        | 35                                        | |                                           |
| 1978/79 |        |        |        |        |        | 2      |        |        | Tweede Prov. Brab.                        | 37                                        | |                                           |
| 1979/80 |        |        |        |        |        | 1      |        |        | Tweede Prov. Brab.                        | 50                                        | |                                           |
| 1980/81 |        |        |        |        | 14     |        |        |        | Eerste Prov. Brab.                        | 24                                        | |                                           |
| 1981/82 |        |        |        |        |        | 8      |        |        | Tweede Prov. Brab.                        | 30                                        | |                                           |
| 1982/83 |        |        |        |        |        | 2      |        |        | Tweede Prov. Brab.                        | 44                                        | |                                           |
| 1983/84 |        |        |        |        |        | 9      |        |        | Tweede Prov. Brab.                        | 29                                        | |                                           |
| 1984/85 |        |        |        |        |        | 8      |        |        | Tweede Prov. Brab.                        | 30                                        | |                                           |
| 1985/86 |        |        |        |        |        | 6      |        |        | Tweede Prov. Brab.                        | 34                                        | |                                           |
| 1986/87 |        |        |        |        |        | 4      |        |        | Tweede Prov. Brab.                        | 36                                        | |                                           |
| 1987/88 |        |        |        |        |        | 2      |        |        | Tweede Prov. Brab.                        | 44                                        | |                                           |
| 1988/89 |        |        |        |        |        | 2      |        |        | Tweede Prov. Brab.                        | 38                                        | |                                           |
| 1989/90 |        |        |        |        |        | 3      |        |        | Tweede Prov. Brab.                        | 37                                        | |                                           |
| 1990/91 |        |        |        |        |        | 7      |        |        | Tweede Prov. Brab.                        | 29                                        | |                                           |
| 1991/92 |        |        |        |        |        | 4      |        |        | Tweede Prov. Brab.                        | 38                                        | |                                           |
| 1992/93 |        |        |        |        |        | 1      |        |        | Tweede Prov. Brab.                        | 45                                        | |                                           |
| 1993/94 |        |        |        |        | 6      |        |        |        | Eerste Prov. Brab.                        | 35                                        | |                                           |
| 1994/95 |        |        |        |        | 5      |        |        |        | Eerste Prov. Brab.                        | 36                                        | |                                           |
| 1995/96 |        |        |        |        | 6      |        |        |        | Eerste Prov. Brab.                        | 43                                        | |                                           |
| 1996/97 |        |        |        |        | 14     |        |        |        | Eerste Prov. Brab.                        | 26                                        | |                                           |
| 1997/98 |        |        |        |        |        | 7      |        |        | Tweede Prov. Brab.                        | 40                                        | |                                           |
| 1998/99 |        |        |        |        |        | 4      |        |        | Tweede Prov. Brab.                        | 59                                        | |                                           |
| 1999/00 |        |        |        |        |        | 6      |        |        | Tweede Prov. Brab.                        | 46                                        | |                                           |
| 2000/01 |        |        |        |        |        | 5      |        |        | Tweede Prov. Brab.                        | 47                                        | |                                           |
| 2001/02 |        |        |        |        |        | 5      |        |        | Tweede Prov. Brab.                        | 50                                        | |                                           |
| 2002/03 |        |        |        |        |        | 1      |        |        | Tweede Prov. Brab.                        | 67                                        | |                                           |
| 2003/04 |        |        |        |        | 10     |        |        |        | Eerste Prov. Brab.                        | 39                                        | |                                           |
| 2004/05 |        |        |        |        | 3      |        |        |        | Eerste Prov. Brab.                        | 55                                        | Promotie via eindronde |                                           |
| 2005/06 |        |        |        | 6      |        |        |        |        | Vierde klasse B                           | 46                                        | Eindronde voor promotie: winst tegen K. Lyra TSV (1-0) en FC Bleid (2-1), maar verlies in finale tegen RRC Péruwelz (0-1) en in de herkansing tegen RFC Liège (0-2). |                                           |
| 2006/07 |        |        |        | 8      |        |        |        |        | Vierde klasse B                           | 44                                        | |                                           |
| 2007/08 |        |        |        | 4      |        |        |        |        | Vierde klasse A                           | 50                                        | Eindronde voor promotie: verlies tegen FC Bleid (0-1). |                                           |
| 2008/09 |        |        |        | 7      |        |        |        |        | Vierde klasse B                           | 49                                        | |                                           |
| 2009/10 |        |        |        | 13     |        |        |        |        | Vierde klasse B                           | 35                                        | Eindronde voor behoud: winst tegen Racing Jet Wavre (3-0), maar verlies tegen Witgoor Sport Dessel (1-2). Behoud via interprovinciale eindronde.                     |                                           |
| 2010/11 |        |        |        | 15     |        |        |        |        | Vierde klasse B                           | 23                                        | |                                           |
| 2011/12 |        |        |        |        | 7      |        |        |        | Eerste Prov. Brab.                        | 43                                        | |                                           |
| 2012/13 |        |        |        |        | 11     |        |        |        | Eerste Prov. Brab.                        | 40                                        | |                                           |
| 2013/14 |        |        |        |        | 16     |        |        |        | Eerste Prov. Brab.                        | 11                                        | |                                           |